# Ana Paula Padrão
Ana Paula de Vasconcelos Padrão (Brasília, 25 de novembro de 1965) é uma jornalista, repórter, editora e empresária brasileira. Foi jornalista de TV por 27 anos, com passagens pela Manchete, Globo, SBT e Record. Na Band, comandou o MasterChef, o MasterChef Profissionais e o MasterChef Para Tudo por 10 anos. Também apresentou o Conexão com The New York Times e o Cidade Viva na BandNews TV.

## Família, infância e educação
Padrão é filha de um mineiro e de uma mineira que se conheceram em Brasília. Fausto, seu pai, é de Sete Lagoas, mas morou a vida toda em Belo Horizonte. Chegou à nova capital em 1959 para dirigir o departamento jurídico da Rádio Nacional. Sua mãe, aos 17 anos, era radialista em Araguari. Ouvia as transmissões da Rádio Nacional e, em 1960, resolveu que lá trabalharia. Embarcou para Brasília, conseguiu o emprego, conheceu o pai de Ana Paula. Casaram-se, e ela parou de trabalhar. Padrão nasceu cinco anos mais tarde, no dia 25 de novembro de 1965. Primogênita, possui dois irmãos: Fausto Júnior chegou em 1970, e o caçula, Luiz Antonio, em 1979.[carece de fontes?]
Cresceu na 304 Sul, uma das poucas quadras construídas na cidade. Mais tarde, relembrou: "O céu, o vasto céu de Brasília e a vermelhidão da terra, são para mim a síntese da capital [...] Uma cidade estranha, com aquele horizonte opressivamente presente. Para meus olhos de menina, Brasília era, e talvez continue sendo o encontro entre o azul anil e o vermelho poeira. O som da cidade antes da época da chuva era o das cigarras. Aprendi a caçá-las com minha mãe. Pequeninas, passavam dois, três dias dentro de vidros e garrafas sob minha séria observação. Mas as ciências biológicas, confesso, nunca foram meu forte."[carece de fontes?]
Mais tarde, Padrão afirmou que foi uma criança "acanhada e pequena". No Colégio Maria Auxiliadora, só se soltava no balé. Dançou dos seis aos dezenove anos. Primeiro porque pisava torto e, depois, como forma de expressão. Começou a dar aulas e fazer teste para o grupo "Corpo", de Belo Horizonte. Não seguiu carreira, mas ganhou personalidade com a dança. E, mesmo não sabendo que seria jornalista, escolheu, no vestibular, a profissão que melhor lhe parecia entrelaçar ciências humanas, idiomas e história. O ideal para quem buscava respostas, independência, e queria conhecer o mundo. Ao relembrar a escolha por sua profissão, afirmou: "Nós, mulheres brasileiras dos anos 80, nos inspiramos no comportamento masculino no mercado de trabalho e, como se sabe, homem não chora, não é mesmo?", diz. "Foi quando aprendi que teria que ser forte."

### Vida Pessoal
Padrão, que não tem filhos, revelou que conversava com o então marido, o economista Walter Mundell, sobre a possibilidade de adotar uma criança. "Para isso não tem a natureza mordendo o calcanhar", afirmou, na época com 48 anos, em entrevista ao programa The Noite, de Danilo Gentili. "A gente tem tempo, e se meu marido e eu concluirmos que queremos, a gente não tem nenhum problema."[carece de fontes?]
Após 12 anos de união, em janeiro de 2015, Padrão anunciou a separação de Mundell em sua página no Facebook. No comunicado, ela declarou que o fim do casamento foi de comum acordo: "O amor que nos uniu até aqui nos guiou para este caminho, que acreditamos ser o melhor diante de momentos de vida muito distintos".

## Carreira

### Da TV Brasília para a Rede Globo
Formou-se  em Jornalismo pela Universidade de Brasília. Começou a carreira na TV Brasília, na época afiliada à Rede Manchete, em 1986. Foi para a Rede Globo em 1987, onde ficou até 2005. Atuou como correspondente internacional em Londres e Nova York até 2000, cobrindo acontecimentos de grande repercussão mundial, inclusive a Guerra no Afeganistão e a Guerra do Kosovo.
Em 2000, a convite do diretor responsável de jornalismo da Globo, Evandro Carlos de Andrade, Padrão voltou ao Brasil e assumiu o cargo de editora-executiva e apresentadora do Jornal da Globo, no qual permaneceu até maio de 2005, quando assinou contrato com o SBT para assumir o comando do telejornal SBT Brasil. Ainda na Rede Globo, apresentou eventualmente o Jornal Nacional de 1998 a 2005, fazendo dupla com William Bonner, Chico Pinheiro, Carlos Tramontina, entre outros.
Foi figura marcante na transmissão da Rede Globo nos atentados de 11 de setembro, em 2001, nos Estados Unidos, ficando várias horas no ar ao vivo, a dividir a bancada com outro apresentador e jornalista, Carlos Nascimento.
Padrão ficou por cinco anos à frente da bancada do Jornal da Globo. Em entrevista a Gentili no The Noite, afirmou que o trabalho a deixava "tristonha": "Eu entrei com 21 anos e saí com quase 40 e não era mais ali que eu iria conseguir outras coisas na vida. Era difícil explicar isso. Não é algo que você comunica facilmente. Talvez eu tenha errado por não saber como explicar. Hoje sou mais madura e vejo com mais clareza isso. Mas o fato é que essa pessoa mais leve e feliz de agora é fruto do rompimento daquilo que me deixava mais tristonha, meio pela metade."

### Ida para o SBT

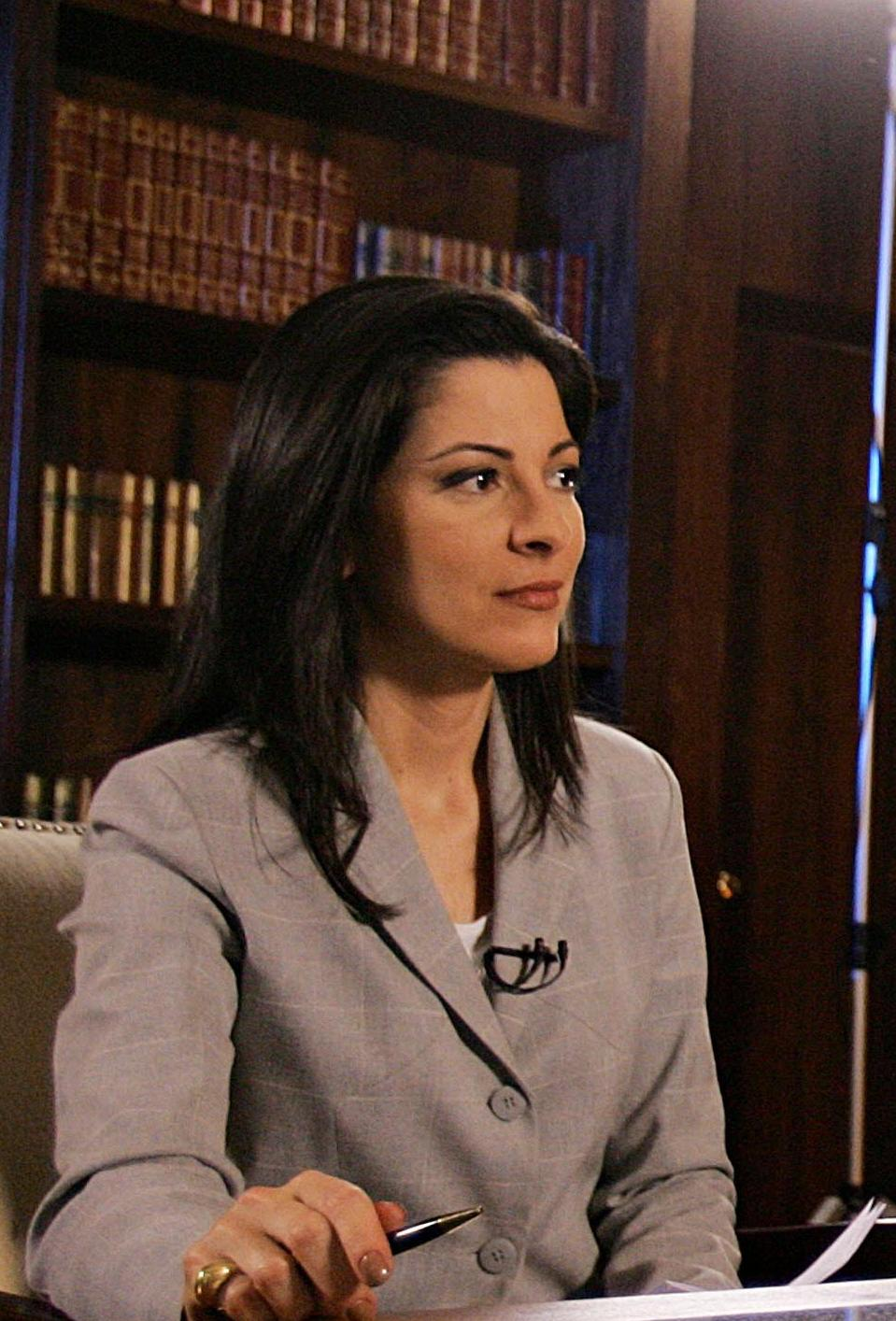
Padrão em outubro de 2006

Estreou no SBT Brasil em 15 de agosto de 2005, às 19h15, mas mudou para às 19h45 em 19 de setembro, devido à busca de uma maior qualificação do público, já que o telejornal herdava a audiência de uma telenovela juvenil. Em 2006 nova mudança: primeiro, para às 20h; depois, para às 19h30 e, posteriormente, retorno para 20h.
No dia 10 de novembro de 2006, Padrão anunciou sua saída do principal telejornal da emissora. A jornalista ficou encarregada a apresentar um programa de documentários com reportagens especiais, que estreou em 26 de março de 2007, o SBT Realidade.
Embora as negociações tenham acontecido, não houve um novo acordo entre Silvio Santos e Padrão e o contrato entre ela e o SBT foi encerrado no dia 30 de abril de 2009. O empresário a queria no comando de um telejornal diário enquanto a jornalista queria continuar com as reportagens e viagens. O último SBT Realidade foi ao ar no dia 27 de abril de 2009 com o tema "Felicidade".

### Ida para a Rede Record
No dia 9 de maio de 2009, Padrão foi contratada pela Rede Record para apresentar o Jornal da Record ao lado de Celso Freitas. Sua estreia no comando do telejornal ocorreu no dia 29 de junho de 2009. Participou da cobertura dos principais eventos jornalísticos e esportivos da emissora e também produziu séries e reportagens especiais.[carece de fontes?]
Em 20 de março de 2013, Padrão e a Rede Record rescindiram amigavelmente o contrato assinado em 2009 e que teria mais um mês. Em comunicado, a emissora afirmou que "tem certeza que Ana Paula colaborou de forma efetiva para a consolidação das propostas inovadoras do departamento de Jornalismo" e que a jornalista "pretende agora se dedicar às empresas que lidera e considera que é impossível a conciliação das atividades que desempenha com a rotina do telejornal".
Em entrevista ao UOL na ocasião, Padrão disse: "Não podia ficar mais quatro anos na Record." O motivo foi a falta de tempo para administrar as duas empresas que mantinha, a "Touareg", uma agência de comunicação e publicidade, e a "Tempo de Mulher", um misto de portal, serviços, eventos e pesquisas.
Ainda na noite de 20 de março de 2013, Padrão apresentou pela última vez o Jornal da Record.

### Ida para a Band

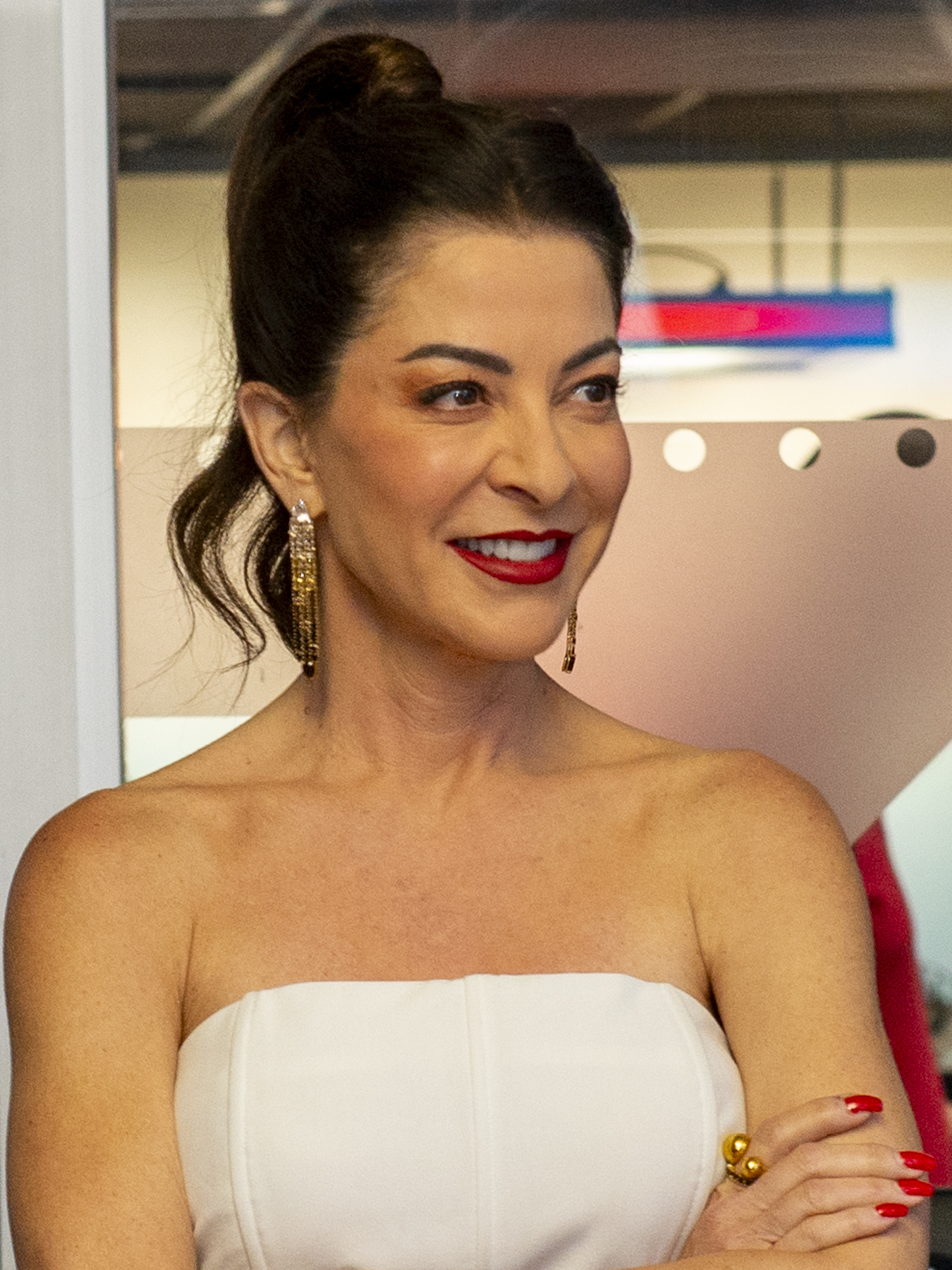
Padrão durante a inauguração da Sala Digital Band Google (2024)

Padrão acertou em 5 de junho de 2014 seu contrato com a Rede Bandeirantes. Possuía duração de doze meses, valendo a partir de 1º de agosto de 2014. Na emissora, estreou apresentando a versão brasileira do MasterChef em 2 de setembro do mesmo ano. Trata-se de um programa que busca talento, no caso um chef de cozinha, que ela entende como ideal para a sua entrada no Entretenimento, conforme referiu: "Até porque vou fazer um pouco de jornalismo, e sem voltar para a bancada. Algo que eu nunca mais pretendo fazer."
O formato do MasterChef exigiu a produção de matérias com os participantes e entrevistas com os jurados, funções que Padrão desempenhou. Foi o seu trabalho de entrada na Band, cuja exibição coincidiu com o período das eleições e algo que ela também iria fazer, atendendo a um pedido da direção da casa. À época, afirmou: "mas sem tirar o lugar de ninguém. Serei apenas uma peça a mais em toda a engrenagem". Os principais debates, por exemplo, continuaram sendo conduzidos por Ricardo Boechat. Ainda em 2014, realizou um reportagem especial sobre a doença Ebola no continente Africano, Ebola - Ana Paula Padrão na África no meio da Guerra contra o Vírus Mortal.
Em 2015, Padrão estreou com a versão júnior do MasterChef, mas não passou da primeira temporada, pois não teve a mesma repercussão da versão amadora. Em 2016, estreou a versão Profissional. Em 2017, voltou a realizar uma série de reportagem jornalistico no Ana Paula Padrão.Doc.
Atualmente, Padrão apresenta três versões do MasterChef, sendo duas competições e um programa de variedades.[carece de fontes?] Além disso, sua carreira é agenciada pela agência Play9.

### Como empresária
Padrão também é fundadora do portal Tempo de Mulher, da agência de comunicação Touareg e, desde 2014, fundou, atua e trabalha ao lado da também jornalista Natália Leite na Escola de Você, uma plataforma voltada ao empreendedorismo feminino.

## Livro
Em 7 de abril de 2014, Padrão lançou, bem como realizou sessão de autógrafos, seu livro O Amor Chegou Tarde em Minha Vida, durante evento na Livraria Cultura do Conjunto Nacional, na cidade de São Paulo. O trabalho reunia seis capítulos e um posfácio com pesquisas inéditas da "Tempo de Mulher", uma de suas empresas.
Dentre outros assuntos, a obra conta sobre os bastidores de sua saída da Rede Globo, a infância em Brasília, experiências como correspondente internacional, histórias de trabalho, sobre a dificuldade de ser mulher e executiva, e como conheceu o marido, Walter Mundell.

## Trabalhos

### Televisão
| Ano       | Título                               | Função                            | Emissora    |
| --------- | ------------------------------------ | --------------------------------- | ----------- |
| 1986-1987 | Telejornais da TV Brasília           | Repórter                          | TV Brasília |
| 1987-2000 | Telejornais da TV Globo              | Repórter                          | TV Globo    |
| 2000-2005 | Jornal da Globo                      | Apresentadora e editora executiva | TV Globo    |
| 2005-2006 | SBT Brasil                           | Apresentadora e editora-chefe     | SBT         |
| 2006      | Eleições 2006 Debate                 | Mediadora                         | SBT         |
| 2007-2009 | SBT Realidade                        | Apresentadora                     | SBT         |
| 2009-2013 | Jornal da Record                     | Apresentadora                     | Rede Record |
| 2014-2024 | MasterChef                           | Apresentadora                     | Band        |
| 2014      | CQC                                  | Apresentadora convidada           | Band        |
| 2015      | MasterChef: A Reunião                | Apresentadora                     | Band        |
| 2015-2022 | MasterChef Júnior                    | Apresentadora                     | Band        |
| 2015      | MasterChef: O Desafio das Temporadas | Apresentadora                     | Band        |
| 2016-2024 | MasterChef Profissionais             | Apresentadora                     | Band        |
| 2016-2020 | Conexão com The New York Times       | Apresentadora                     | BandNews TV |
| 2016-2017 | MasterChef Profissionais: A Reunião  | Apresentadora                     | Band        |
| 2017      | Ana Paula Padrão.Doc                 | Apresentadora                     | Band        |
| 2019      | MasterChef Para Tudo                 | Apresentadora                     | Band        |
| 2019      | MasterChef: A Revanche               | Apresentadora                     | Band        |
| 2021      | Cidade Viva                          | Apresentadora                     | BandNews TV |
| 2022-2023 | MasterChef+                          | Apresentadora                     | Band        |

### Literatura
| Lançamento | Título                            | Nota       |
| ---------- | --------------------------------- | ---------- |
| 2014       | O Amor Chegou Tarde em Minha Vida | Biográfico |

## Empresas
| Razão Social    | Nota                                                                              |
| --------------- | --------------------------------------------------------------------------------- |
| Tempo de Mulher | Portal de serviços, eventos e pesquisas                                           |
| Touareg         | Agência de comunicação e publicidade                                              |
| Escola de Você  | Plataforma on-line de cursos voltado ao público feminino: www.escoladevoce.com.br |

## Prêmios e Indicações
- Prêmio Mulher 1998;[53]
- Prêmio Melhores e Piores em 2000, 2001, 2002, 2003, 2004, 2005;
- Troféu Super Cap de Ouro 2003;
- Destaque no Jornalismo do Domingão do Faustão em 2003;
- Troféu Imprensa 2003 e 2004;
- Prêmio Comunique-se 2004;
- Mulher mais Influente 2005 e 2007;
- Prêmio Personalidade do Ano na Comunicação em 2005;[54]
- Prêmio Inovação Empreendedora em 2005;
- Prêmio Mulher do Ano 2005;
- Prêmio Internet 2005;
- Troféu Mulher Imprensa 2004, 2005, 2006 e 2007;
- Prêmio Marcas da Confiança 2006 e 2007, da revista Seleções Reader's Digest;
- Prêmio CET de Turismo 2007;
- Prêmio Abecip de Jornalismo 2007;[55]
- Prêmio Perícia Jornalística;
- Menção honrosa pela reportagem "Trem da Escravidão", XXIX Prêmio Jornalístico Vladimir Herzog de Anistia e Direitos Humanos, 2007.